# Saal an der Donau
Saal an der Donau è un comune tedesco di 5 484 abitanti, situato nel land della Baviera.